# Erich Vagts
Erich Vagts (9 de febrero de 1896, Cuxhaven - 20 de febrero de 1980, Bremen) era un político alemán. En 1945 fue el primer Presidente del Senado y alcalde de la Ciudad Libre Hanseática de Bremen.
Después de terminar sus exámenes finales en la escuela secundaria alemana, Erich Vagts se convirtió en soldado durante la Primera Guerra Mundial. En 1919 comenzó sus estudios de derecho y ciencias políticas en la Universidad de Tubinga y en la Universidad de Kiel. Vagts no terminó sus estudios, sino que se convirtió en director de un consorcio de agricultores en Güstrow, típico de Alemania en la época posterior a la Primera Guerra Mundial. Después de su regreso a Bremen en 1925, Vagts comenzó su carrera política. Se convirtió en director ejecutivo del Partido Popular Nacional Alemán, el Deutschnationale Volkspartei (DNVP). Desde 1928 Vagts pertenecía a la Bürgerschaft de Bremen (parlamento de la ciudad-estado). En 1931 Erich Vagts se convirtió en presidente del DNVP y dos años más tarde fue elegido senador para el balneario de la ciudad de Bremen.
El 30 de septiembre de 1933 Vagts dejó el Senado de Bremen y fue nombrado presidente de un organismo de supervisión de los pueblos de Bremen. En 1938 amplió su influencia como representante de la región de Oldenburg en el Reich alemán.
El 5 de mayo de 1945 las fuerzas aliadas nombraron a Vagts alcalde provisional, el 6 de junio al alcalde de Bremen.
Después de un asunto político en el que participaron senadores comunistas y socialdemócratas, fue destituido de su cargo y detenido durante 6 meses. Su sucesor se convirtió en Wilhelm Kaisen, miembro del Partido Socialdemócrata de Alemania (SPD).
En 1933 Vagts se convirtió en presidente de la sociedad filarmónica y fue puesto a cargo de los eventos musicales en la ciudad de Bremen. Renunció al cargo en 1938/1939.

## Literatura
- Herbert Schwarzwälder: Das Große Bremen-Lexikon. Edition Temmen, 2003, ISBN 3-86108-693-X